# Wereldkampioenschap superbike van Imola 2004
Het wereldkampioenschap superbike van Imola 2004 was de tiende ronde van het wereldkampioenschap superbike en de negende ronde van het wereldkampioenschap Supersport 2004. De races werden verreden op 26 september 2004 op het Autodromo Enzo e Dino Ferrari nabij Imola, Italië.
Karl Muggeridge werd gekroond tot kampioen in de Supersport-klasse met een overwinning in de race, wat genoeg was om zijn laatste concurrent Jurgen van den Goorbergh voor te kunnen blijven.

## Superbike

### Race 1
| Pos | Nr  | Rijder               | Constructeur | Rondes | Tijd        | Grid | Punten |
| --- | --- | -------------------- | ------------ | ------ | ----------- | ---- | ------ |
| 1   | 55  | Régis Laconi         | Ducati       | 21     | 38:58.507   | 1    | 25     |
| 2   | 17  | Chris Vermeulen      | Honda        | 21     | +1.122      | 2    | 20     |
| 3   | 52  | James Toseland       | Ducati       | 21     | +5.638      | 5    | 16     |
| 4   | 41  | Noriyuki Haga        | Ducati       | 21     | +6.610      | 4    | 13     |
| 5   | 24  | Garry McCoy          | Ducati       | 21     | +11.974     | 3    | 11     |
| 6   | 99  | Steve Martin         | Ducati       | 21     | +19.998     | 9    | 10     |
| 7   | 7   | Pierfrancesco Chili  | Ducati       | 21     | +29.739     | 16   | 9      |
| 8   | 20  | Marco Borciani       | Ducati       | 21     | +30.480     | 11   | 8      |
| 9   | 69  | Gianluca Nannelli    | Ducati       | 21     | +41.211     | 8    | 7      |
| 10  | 91  | Leon Haslam          | Ducati       | 21     | +47.972     | 19   | 6      |
| 11  | 8   | Ivan Clementi        | Kawasaki     | 21     | +50.346     | 17   | 5      |
| 12  | 4   | Troy Corser          | Petronas     | 21     | +53.678     | 10   | 4      |
| 13  | 5   | Piergiorgio Bontempi | Suzuki       | 21     | +1:14.357   | 14   | 3      |
| 14  | 29  | Luca Pini            | Suzuki       | 21     | +1:15.707   | 13   | 2      |
| 15  | 28  | Doriano Romboni      | Yamaha       | 21     | +1:22.993   | 12   | 1      |
| 16  | 74  | Andrea Mazzali       | MV Agusta    | 21     | +1:41.047   | 26   |        |
| 17  | 12  | Warwick Nowland      | Suzuki       | 21     | +1:43.993   | 22   |        |
| 18  | 31  | Giuseppe Zannini     | Ducati       | 21     | +1:44.171   | 20   |        |
| 19  | 23  | Jiří Mrkývka         | Ducati       | 21     | +1:46.249   | 27   |        |
| 20  | 113 | Paolo Blora          | Yamaha       | 21     | +1:50.276   | 24   |        |
| 21  | 27  | Giancarlo De Matteis | Ducati       | 20     | +1 ronde    | 25   |        |
| DNF | 19  | Lucio Pedercini      | Ducati       | 16     | Ongeluk     | 7    |        |
| DNF | 200 | Giovanni Bussei      | Ducati       | 16     | Uitgevallen | 6    |        |
| DNF | 39  | Stéphane Duterne     | Kawasaki     | 13     | Ongeluk     | 23   |        |
| DNF | 16  | Sergio Fuertes       | Suzuki       | 11     | Uitgevallen | 15   |        |
| DNF | 9   | Chris Walker         | Petronas     | 9      | Uitgevallen | 18   |        |
| DNF | 25  | Alessio Velini       | Ducati       | 9      | Uitgevallen | 21   |        |
| DNF | 50  | Miguel Praia         | Ducati       | 1      | Ongeluk     | 28   |        |
| DNF | 94  | Paweł Szkopek        | Suzuki       | 1      | Ongeluk     | 29   |        |

### Race 2
| Pos | Nr  | Rijder               | Constructeur | Rondes | Tijd         | Grid | Punten |
| --- | --- | -------------------- | ------------ | ------ | ------------ | ---- | ------ |
| 1   | 55  | Régis Laconi         | Ducati       | 21     | 39:04.926    | 1    | 25     |
| 2   | 52  | James Toseland       | Ducati       | 21     | +0.041       | 5    | 20     |
| 3   | 99  | Steve Martin         | Ducati       | 21     | +12.352      | 9    | 16     |
| 4   | 69  | Gianluca Nannelli    | Ducati       | 21     | +23.165      | 8    | 13     |
| 5   | 24  | Garry McCoy          | Ducati       | 21     | +28.637      | 3    | 11     |
| 6   | 17  | Chris Vermeulen      | Honda        | 21     | +31.718      | 2    | 10     |
| 7   | 19  | Lucio Pedercini      | Ducati       | 21     | +35.042      | 7    | 9      |
| 8   | 20  | Marco Borciani       | Ducati       | 21     | +39.077      | 11   | 8      |
| 9   | 8   | Ivan Clementi        | Kawasaki     | 21     | +39.340      | 17   | 7      |
| 10  | 4   | Troy Corser          | Petronas     | 21     | +39.653      | 10   | 6      |
| 11  | 200 | Giovanni Bussei      | Ducati       | 21     | +43.934      | 6    | 5      |
| 12  | 91  | Leon Haslam          | Ducati       | 21     | +54.350      | 19   | 4      |
| 13  | 29  | Luca Pini            | Suzuki       | 21     | +1:03.144    | 13   | 3      |
| 14  | 28  | Doriano Romboni      | Yamaha       | 21     | +1:07.509    | 12   | 2      |
| 15  | 25  | Alessio Velini       | Ducati       | 21     | +1:08.002    | 21   | 1      |
| 16  | 9   | Chris Walker         | Petronas     | 21     | +1:20.564    | 18   |        |
| 17  | 74  | Andrea Mazzali       | MV Agusta    | 21     | +1:24.381    | 26   |        |
| 18  | 12  | Warwick Nowland      | Suzuki       | 21     | +1:28.430    | 22   |        |
| 19  | 23  | Jiří Mrkývka         | Ducati       | 21     | +1:43.373    | 27   |        |
| 20  | 31  | Giuseppe Zannini     | Ducati       | 20     | +1 ronde     | 20   |        |
| 21  | 50  | Miguel Praia         | Ducati       | 20     | +1 ronde     | 28   |        |
| 22  | 113 | Paolo Blora          | Yamaha       | 20     | +1 ronde     | 24   |        |
| 23  | 94  | Paweł Szkopek        | Suzuki       | 20     | +1 ronde     | 29   |        |
| 24  | 39  | Stéphane Duterne     | Kawasaki     | 19     | +2 ronden    | 23   |        |
| DNF | 41  | Noriyuki Haga        | Ducati       | 9      | Ongeluk      | 4    |        |
| DNF | 5   | Piergiorgio Bontempi | Suzuki       | 8      | Uitgevallen  | 14   |        |
| DNF | 7   | Pierfrancesco Chili  | Ducati       | 5      | Uitgevallen  | 16   |        |
| DNF | 16  | Sergio Fuertes       | Suzuki       | 4      | Uitgevallen  | 15   |        |
| DNS | 27  | Giancarlo De Matteis | Ducati       | 0      | Niet gestart |      |        |

## Supersport
| Pos | Nr | Rijder                   | Constructeur | Rondes | Tijd                | Grid | Punten |
| --- | -- | ------------------------ | ------------ | ------ | ------------------- | ---- | ------ |
| 1   | 31 | Karl Muggeridge          | Honda        | 21     | 39:56.749           | 1    | 25     |
| 2   | 23 | Broc Parkes              | Honda        | 21     | +1.251              | 2    | 20     |
| 3   | 16 | Sébastien Charpentier    | Honda        | 21     | +10.214             | 6    | 16     |
| 4   | 57 | Lorenzo Lanzi            | Ducati       | 21     | +10.947             | 8    | 13     |
| 5   | 99 | Fabien Foret             | Yamaha       | 21     | +11.582             | 7    | 11     |
| 6   | 88 | Andrew Pitt              | Yamaha       | 21     | +11.746             | 4    | 10     |
| 7   | 84 | Michel Fabrizio          | Honda        | 21     | +25.087             | 10   | 9      |
| 8   | 2  | Stéphane Chambon         | Suzuki       | 21     | +29.532             | 11   | 8      |
| 9   | 15 | Matteo Baiocco           | Yamaha       | 21     | +31.589             | 9    | 7      |
| 10  | 30 | Alessandro Antonello     | Kawasaki     | 21     | +37.497             | 15   | 6      |
| 11  | 76 | Max Neukirchner          | Honda        | 21     | +48.667             | 14   | 5      |
| 12  | 33 | Craig Coxhell            | Yamaha       | 21     | +53.961             | 20   | 4      |
| 13  | 18 | Denis Sacchetti          | Honda        | 21     | +54.461             | 16   | 3      |
| 14  | 37 | Katsuaki Fujiwara        | Suzuki       | 21     | +56.801             | 12   | 2      |
| 15  | 93 | Christian Kellner        | Yamaha       | 21     | +57.619             | 17   | 1      |
| 16  | 82 | Philippe Donischal       | Suzuki       | 21     | +1:32.123           | 24   |        |
| 17  | 45 | Sébastien Le Grelle      | Honda        | 21     | +1:33.275           | 22   |        |
| 18  | 43 | Andrea Berta             | Honda        | 21     | +1:41.025           | 25   |        |
| 19  | 24 | Matthieu Lagrive         | Suzuki       | 21     | +2:00.657           | 19   |        |
| DNF | 69 | Jimmy Lindstrom          | Honda        | 16     | Ongeluk             | 21   |        |
| DNF | 90 | Alessandro Melone        | Suzuki       | 14     | Ongeluk             | 23   |        |
| DNF | 4  | Jurgen van den Goorbergh | Yamaha       | 12     | Ongeluk             | 5    |        |
| DNF | 39 | Nicky Wimbauer           | Yamaha       | 12     | Ongeluk             | 26   |        |
| DNF | 22 | Stefano Cruciani         | Kawasaki     | 11     | Uitgevallen         | 13   |        |
| DNF | 44 | Iain MacPherson          | Ducati       | 7      | Uitgevallen         | 18   |        |
| DNF | 11 | Kevin Curtain            | Yamaha       | 4      | Ongeluk             | 3    |        |
| DNQ | 95 | Eli Chen                 | Honda        | 0      | Niet gekwalificeerd |      |        |

## Tussenstanden na wedstrijd

### Superbike
| Pos | Nr | Rijder              | Team   | Punten |
| --- | -- | ------------------- | ------ | ------ |
| 1   | 55 | Régis Laconi        | Ducati | 295    |
| 2   | 52 | James Toseland      | Ducati | 291    |
| 3   | 17 | Chris Vermeulen     | Honda  | 282    |
| 4   | 41 | Noriyuki Haga       | Ducati | 254    |
| 5   | 7  | Pierfrancesco Chili | Ducati | 222    |

### Supersport
| Pos | Nr | Rijder                   | Team   | Punten |
| --- | -- | ------------------------ | ------ | ------ |
| 1   | 31 | Karl Muggeridge          | Honda  | 182    |
| 2   | 4  | Jurgen van den Goorbergh | Yamaha | 119    |
| 3   | 23 | Broc Parkes              | Honda  | 115    |
| 4   | 16 | Sébastien Charpentier    | Honda  | 104    |
| 5   | 11 | Kevin Curtain            | Yamaha | 69     |

2001 · 2002 · 2003 · 2004 · 2005 · 2006 · 2009 · 2010 · 2011 · 2012 · 2013 · 2014 · 2015 · 2016 · 2017 · 2018 · 2019 · 2023